# لقلقي أهلب
لقلقي أهلب (الاسم العلمي: Pelargonium villosum) هو نوع من النباتات يتبع جنس اللقلقي من الفصيلة الغرنوقية.